# Tschinglenbahn
De Tschinglenbahn is een regionale kabelbaan bij Elm in Zwitserland. Bijzonder is dat deze kabelbaan alleen in het voorjaar, zomer en najaar draait. In de winter is deze gesloten, omdat de kabelbaan niet naar een skigebied leidt, maar uitsluitend naar een wandelgebied.
De kabelbaan loopt vanuit het gehucht Zündli, vlak bij Elm, dwars door de Tschinglenschlucht naar de Tschinglenalp, dat vlak bij het kleine berggehucht Niederen ligt. Tegenwoordig hoort het gebied Tektonikarena Sardona, dat onder andere ook bij Niederen ligt, tot de UNESCO werelderfgoedlijst. Dit komt doordat het romantische gebied nog de oorspronkelijke flora en founa bevat. De Tschinglenbahn is de enige kabelbaan die dit gebied aan de noordkant ontsluit voor wandelaars.
De Tschinglenbahn werd oorspronkelijk voor de NOK gebouwd in 1964, als materiaalkabelbaan voor de bouw van hoogspanningsmasten die vanuit Tavanasa naar Uznach-Grinau werd gebouwd. Pas veel later werd de kabelbaan ook voor personentransport goedgekeurd en werd deze gebruikt door bergwandelaars. De gondel is een houten kist met als dak een bruin zeil. Door de open gondel werd deze kabelbaan erg bekend in de omgeving van Elm.
Begin 2009 verliep de concessie, wegens veiligheidsnormen en ouderdom, en daardoor moest de kabelbaan in mei 2009 afgebroken worden. Omdat de lokale bevolking uit solidariteit geld heeft gegeven aan een projectgroep, die de oude Tschinglenbahn wil laten vervangen, is er genoeg geld opgebracht om een nieuwe kabelbaan te laten bouwen. Inmiddels is de nieuwe kabelbaan gereed en geopend op 2 augustus 2009. Alleen de masten en het dalstation van de oude kabelbaan zijn behouden, de rest is vervangen. Er komen, tot verdriet van de kabelbaan liefhebbers, dichte OMEGA gondels van CWA. Per gondel is plaats voor vier personen.
Doordat dat de Tschinglenbahn niet veel wordt gebruikt, is er een matige dienstregeling, waardoor doordeweeks de kabelbaan slechts drie keer op een dag gaat. In het weekend gaat de kabelbaan elk uur. Voor extra ritten kan per telefoon een afspraak worden gemaakt.